# Batalla del mont Hemus
La batalla del mont Hemus es va lliurar el 6 de juliol del 1306 a peu del mont Hemus (Carpats al llindar de Tràcia). Va enfrontar la Companyia Catalana d'Orient contra les tropes d'alans comandats per Jordi. Les tropes de la companyia, juntament amb uns 1.000 turcoples anihilaren els alans i capturaren llurs famílies.

## Antecedents
Amb la Companyia Catalana d'Orient dominant Tràcia sense oposició, aquesta gira els seus esforços a venjar-se dels alans per la seva intervenció en l'assassinat de Roger de Flor. Alertats que els alans sota el comandament de Jordi partien cap a Bulgària, Eiximenis i Rocafort reuneixen la companyia marxant cap al mont Hemus.
Tot i que els alans acceleraren la marxa, sabedors, al seu torn, de les intencions de la companyia, foren avançats per la Host almogàver, la qual reposà de la marxa prop de les muntanyes d'Hemus.

## Camp de batalla
A l'alba, els almogàvers presentaren batalla. Jordi, amb 1.000 cavalls, s'oposà a la cavalleria almogàver, la qual provava de penetrar dins el campament alà, darrere seu s'hi uniren la infanteria Alana, mentre que la infanteria almogàver també s'hi afegí. La lluita fou acarnissada: Els almogàvers amb desig de venjança implacable, els Alans amb la necessitat última de sobreviure. El desenllaç de la batalla fou incert fins al migdia, moment en què es donà mort a Jordi juntament amb els seus millors capitans. Els alans procuraren trobar refugi en el seu campament, per tal de refer-se, però els almogàvers hi entraren alhora matant la majoria d'ells, incloent-hi moltes dones i nens.